# Kitanoumi Toshimitsu
Kitanoumi Toshimitsu, il cui vero nome era Kobata Toshimitsu, che in giapponese si scrive 小畑 敏満 (北の湖敏満; Sōbetsu, 16 maggio 1953 – Fukuoka, 20 novembre 2015), è stato un lottatore di sumo giapponese, fra i più grandi nella storia di questo sport.

## Carriera
È stato uno dei principali protagonisti dei tornei di sumo negli anni settanta.
Venne nominato Yokozuna (gran campione) nel 1974 a 21 anni, diventando così il più precoce gran campione della storia del sumo (batté il precedente record, stabilito da Taiho, per solo un mese). Nella sua carriera egli ha vinto 24 tornei, tutti dal 1973 al 1981. All'inizio degli anni Ottanta, resosi conto di non poter difendere e conservare al meglio il suo titolo di Yokozuna, preferì ritirarsi dal mondo del sumo professionistico (1984).
Cessata l'attività agonistica, è stato per alcuni mesi il manager del grande campione Akebono. 
Dal 1995 ha svolto la professione di telecronista degli incontri di sumo presso la principale emittente sportiva giapponese. Ha più volte criticato Asashoryu, ritenendolo poco rispettoso delle tradizioni del sumo e del Giappone, e ha espresso simpatia per Kaio.
Apparteneva alla scuola di Hokkaidō, che ha dato notorietà ad altri grandi campioni, tra cui Taiho e Chiyonofuji. 

### Vita privata e morte
Era separato ed aveva due figli.
È morto nel 2015 all'età di 62 anni a seguito di un tumore intestinale.